# Mutō Kabun

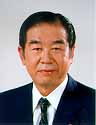

Mutō Kabun (jap. 武藤 嘉文; * 18. November 1926 in Kakamigahara, Präfektur Gifu; † 4. November 2009 in Tokio) war ein japanischer Politiker der Liberaldemokratischen Partei (LDP), Abgeordneter des Shūgiin und 1993 Außenminister seines Landes.
Mutō studierte an der Universität Kyōto und wurde 1967 Abgeordneter des Shūgiin für den 1. Wahlkreis Gifu. Er wurde danach 13 Mal wiedergewählt, bis er 2005 seinen Rückzug aus der Politik erklärte. Innerparteilich gehörte er zur Nakasone-Faktion. Mutō gehörte vier Kabinetten an: Im 2. Kabinett Ōhira war er von 1979 bis 1980 Minister für Landwirtschaft, Forsten und Fischerei, 1990 im 2. Kabinett Kaifu Minister für Internationalen Handel und Industrie. Im April 1993 ersetzte er den erkrankten Außenminister Michio Watanabe im Kabinett Miyazawa. Von 1996 bis 1997 gehörte Mutō dem 2. Kabinett Hashimoto als Leiter der Behörde für Management und Koordination an.
Mutōs Großvater Kamon war im Kaiserreich Shūgiinabgeordneter (Kenseikai/Minseitō) und nach dem Krieg der erste gewählte Gouverneur der Präfektur Gifu, sein Vater Kaichi Shūgiinabgeordneter aus Gifu, sein Sohn Yōji von 2005 bis 2009 LDP-Shūgiinabgeordneter aus Gifu.
| Personendaten    | Personendaten                       |
| ---------------- | ----------------------------------- |
| NAME             | Mutō Kabun                          |
| ALTERNATIVNAMEN  | 武藤嘉文 (japanisch)                |
| KURZBESCHREIBUNG | japanischer Politiker               |
| GEBURTSDATUM     | 18. November 1926                   |
| GEBURTSORT       | Kakamigahara, Präfektur Gifu, Japan |
| STERBEDATUM      | 4. November 2009                    |
| STERBEORT        | Tokio                               |